# Miralay
Miralay o Mîr-i alay (turco ottomano: أمير آلاي) era un grado militare dell'esercito e della marina ottomana. Nella moderna lingua turca è equivalente ad Albay (colonnello). Miralay è una parola composta da Mir (comandante) e Alay (reggimento).
Miralay è stato un grado dell'esercito ottomano e poi nell'esercito turco fino al 1934, quando in seguito alla ristrutturazione dell'esercito turco il grado è stato sostituito dal grado di Albay. Il grado era omologo oltre che del colonnello, anche del colonnello brigadiere del Regio Esercito Italiano o del brigadiere dei paesi di tradizione britannica. Il grado era inferiore a Mirliva (generale di brigata) e superiore a Caimacam (tenente colonnello).
Mirliva era il grado più basso tra gli ufficiali generali con il titolo di pascià. Nell'esercito ottomano e nell'esercito turco prima del 1934 esistevano tre gradi di ufficiali generali, mentre dal 1934 esistono quattro gradi di ufficiali generali, con il grado di Brigadier generale (turco moderno: Tuğgeneral) che è il grado più basso tra gli ufficiali generali dell'attuale esercito turco.
Il titolo di Miralay è stato abolito con la legge n ° 2590 del 26 novembre 1934 assieme ai titoli ed alle denominazioni di Efendi, Bey e pascià Ağa, Hacı, Hafîz, Molla e altri titoli.

## Gradi dell'Esercito ottomano
| Grado   | Ufficiali generali | Ufficiali generali | Ufficiali generali | Ufficiali generali | Ufficiali superiori | Ufficiali superiori | Ufficiali superiori | Ufficiali subalterni | Ufficiali subalterni | Ufficiali subalterni | Ufficiali subalterni |
| ------- | ------------------ | ------------------ | ------------------ | ------------------ | ------------------- | ------------------- | ------------------- | -------------------- | -------------------- | -------------------- | -------------------- |
| Turchia | Müşir              | Ferik-ı Evvel      | Ferik-ı Sani       | Mirliva            | Miralay             | Kaymakam            | Binbaşı             | Kolağası             | Yüzbaşı              | Mülazım-ı Evvel      | Mülazım-ı Sani       |

| Grado   | Sottufficiali e graduati | Sottufficiali e graduati | truppa | truppa |
| ------- | ------------------------ | ------------------------ | ------ | ------ |
| Turchia | Çavuş                    | Onbaşı                   | Azab   | Nefer  |

## Egitto
Nell'esercito egiziano durante la dominazione ottomana e poi durante l'epoca dei Chedivè e nel Regno d'Egitto il grado era Amiralay (arabo: أمير آلاي), chiaro calco linguistico del turco ottomano Miralay; essendo l'Egitto diventato di fatto diventato a partire dal 1882 un protettorato britannico il grado di Amiralay finì per diventare, a differenza dell'esercito ottomano, omologo del brigadiere del British Army. Il grado di Amiralay venne sostituito, dopo la rivoluzione egiziana del 1952, che ha abolito la monarchia e trasformato l'Egitto in una repubblica e in seguito alla ristrutturazione dei gradi dell'esercito egiziano del 1958, con il grado di Amīd (arabo: عميد), letteralmente Decano in quanto il suo significato è quello di ufficiale che comanda 10.000 soldati. Il grado è omologo del brigadiere del British Army.